# Kaštel Gomilica
Kaštel Gomilica (latinsky Castrum Abbatissae, italsky Castel Abbadessa) je obec v Chorvatsku, součást souměstí Kaštela ve Splitsko-dalmatské župě. Nachází se na břehu Kaštelského zálivu pod masivem Mali Kozjak a žije zde přibližně 4 700 obyvatel.
Sousední obce jsou: na západě Kaštel Kambelovac a na východně Kaštel Sućurac.

## Historie
Gomilica je nejstarší ze sedmi Kaštel. Obec vznikla na pozemcích (pustica) a malém ostrůvku Gomilica, které v roce 1078 věnoval král Dimitrij Zvonimír benediktinkám z kláštera sv. Rajnera ve Splitu. (Odtud zřejmě pochází latinský název obce Castrum Abbatissae). V letech 1138-1160 zde vznikl románský kostel sv. Kosmy a Damiána.
Opevněný palác (kaštel) na ostrůvku zvaný Kaštilac byl vybudován v první polovině 16. století. Vesnice kolem kaštelu, který byl později využíván jako pevnost na obranu proti Turkům, se dále rozrostla do dnešní podoby.
Nachází se zde také nachází barokní kostel sv. Jeronýma a nový farní kostel.

## Zajímavosti
Natáčely se zde některé scény amerického televizního seriálu HBO Hra o trůny (svobodné město Braavos).